# Calcio ai Giochi della IV Olimpiade
Il torneo di calcio della IV Olimpiade fu il terzo torneo olimpico di calcio, il primo ad essere aperto alle nazionali ed il primo ad essere riconosciuto dalla FIFA. Si svolse dal 19 al 25 ottobre 1908 a Londra.
Alla manifestazione avrebbero dovuto partecipare 8 squadre, che si ridussero a 6 a causa di ritiri e che resero questa edizione la meno partecipata della storia (escludendo le prime due edizioni in quanto aperte a squadre di club). È da segnalare, inoltre, che a torneo in corso la federazione francese ritirò l'intero contingente. Potevano essere impiegati solo calciatori dilettanti.
Ad aggiudicarsi la medaglia d'oro fu il Regno Unito, con una selezione comporta solo da calciatori inglesi. Capocannoniere fu invece il danese Sophus Nielsen con 11 reti, di cui 10 segnate contro la Francia A e che stabilì anche due primati: maggior numero di reti segnate in una singola edizione e maggior numero di reti segnate in un singolo incontro. Il primo verrà eguagliato dal britannico Harold Walden a Stoccolma 1912 e dall'argentino Domingo Tarasconi ad Amsterdam 1928 ed infine battuto dall'ungherese Ferenc Bene a Tokyo 1964, mentre il secondo verrà eguagliato dal tedesco Gottfried Fuchs a Stoccolma 1912 rimanendo imbattuto da allora. Il britannico Vivian Woodward venne giudicato miglior calciatore dell'edizione.

## Stadi
Tutti gli incontri si svolsero al White City Stadium di Londra.
| Londra                                                         |
| -------------------------------------------------------------- |
| White City Stadium                                             |
| 51°30′48.96″N 0°13′38.64″W                                     |
| Capienza: 68 000                                               |
|                                                                |
| White City StadiumCalcio ai Giochi della IV Olimpiade (Londra) |

## Squadre partecipanti
Per potersi iscrivere al torneo era necessario avere una federazione calcistica attiva ma non era necessario che questa fosse iscritta alla FIFA. Fu grazie a quest'ultima regola che la federazione francese e quella boema poterono finalizzare l'iscrizione al torneo: la prima si disiscrisse dalla FIFA all'inizio dell'anno, mentre la seconda ne venne espulsa nel congresso di Vienna dell'8 giugno 1908 su pressione dell'Impero austro-ungarico.
Ogni federazione poté iscrivere fino a quattro squadre ma tutte ne iscrissero una sola, ad eccezione della federazione francese che ne iscrisse tre ma poi ne mandò in campo due. Per poter essere distinte, queste due nazionali vengono comunemente indicate come Francia A e Francia B, sebbene fossero "due versioni" della nazionale maggiore francese.
Boemia ed Ungheria si ritirarono pochi giorni prima dell'inizio del torneo, ed a sorteggio già effettuato, a causa dello scoppio della crisi bosniaca, anche se i giornali austro-ungarici si limitarono a parlare di problemi finanziari; secondo alcuni vi furono pressioni politiche.
| Squadre     | Confederazione | Ultima apparizione | Miglior risultato |
| ----------- | -------------- | ------------------ | ----------------- |
| Danimarca   | nessuna        | Esordiente         | -                 |
| Francia A   | nessuna        | Esordiente         | -                 |
| Francia B   | nessuna        | Esordiente         | -                 |
| Paesi Bassi | nessuna        | Esordiente         | -                 |
| Regno Unito | nessuna        | Esordiente         | -                 |
| Svezia      | nessuna        | Esordiente         | -                 |

## Formula
L'idea originale era di disputare due sotto-tornei: quello principale e quello per l'assegnazione del bronzo, entrambi strutturati interamente ad eliminazione diretta.
Il torneo principale era composto da quarti di finale, semifinali e finale e vi ebbero accesso tutte le nazionali iscritte. La medaglia d'oro sarebbe andata alla finalista vincente, mentre quella d'argento alla perdente.
Il torneo per il bronzo invece - da disputarsi in contemporanea con quello principale - era composto da un turno di qualificazione, semifinali e finale ed era riservato alle nazionali eliminate prima della finale: le 4 squadre eliminate ai quarti di finale partivano dal turno di qualificazione, mentre le 2 eliminate in semifinale, dalle semifinali. La vincente sarebbe stata insignita della medaglia di bronzo.
Due importanti imprevisti occorsi nel torneo principale costrinsero il CIO a modificare la formula in corso d'opera, al punto tale che il torneo per il bronzo si trasformò in una finale per il terzo posto. Il torneo principale invece - seppur con qualche intoppo - procedette secondo la formula originale.

## Il torneo
Danimarca e Regno Unito mostrarono fin da subito di essere le nazionali più in forma del torneo, dato che nei quarti di finale entrambe surclassarono gli avversari: i primi si imposero sulla Francia B per 9-0, mentre i secondi sulla Svezia per 12-1. Le ultime due nazionali ad accedere alle semifinali furono Francia A e Paesi Bassi, che passarono il turno col punteggio di 2-0 a tavolino a causa del ritiro di Boemia ed Ungheria (i loro rispettivi avversari). Le due nazionali danubiane infatti, si ritirarono prima dell'inizio del torneo ma a sorteggio già effettuato.
Visti i due ritiri, il CIO dovette cambiare la formula del torneo per il bronzo: venendo a mancare due squadre si decise di annullare le due partite del turno di qualificazione (che erano state programmate per il 21 ottobre 1908) e di far partire il torneo direttamente dalle semifinali.
Nelle semifinali Danimarca e Regno Unito furono ancora una volta protagoniste: i britannici ebbero più difficoltà rispetto ai quarti di finale ma riuscirono comunque ad avere la meglio sui Paesi Bassi per 4-0, i danesi invece inflissero un perentorio 17-1 alla Francia A.
Dopo questa importante sconfitta, la federazione francese ritirò entrambe le squadre dal torneo facendo sì che il CIO dovette rivedere di nuovo i suoi piani: le uniche squadre ancora in gara che avrebbero potuto prendere parte al torneo per il bronzo erano Paesi Bassi e Svezia, per tanto si decise di rivoluzionarne la formula trasformandolo in una semplice finale per il terzo posto.
Il bronzo andò ai Paesi Bassi che batterono 2-0 la Svezia, ed il giorno successivo - e con lo stesso risultato - il Regno Unito conquistò l'oro ai danni della Danimarca.
In un'epoca in cui il gioco del calcio era ancora agli albori, Regno Unito e Danimarca furono tra i migliori interpreti europei di questo sport, tanto da trovarsi contrapposti per la conquista dell'oro anche nell'edizione successiva.

## Risultati

### Tabellone
|  | Quarti di finale | Quarti di finale |             |        | Semifinali                | Semifinali                |  |  | Finale     | Finale |
|  |                  |                  |             |        |                           |                           |  |  |            |        |
|  | 20 ottobre       |                  |             |        |                           |                           |  |  |            |        |
|  |                  |                  |             |        |                           |                           |  |  |            |        |
|  | Regno Unito      | 12               |             |        |                           |                           |  |  |            |        |
|  | Regno Unito      | 12               | 22 ottobre  |        |                           |                           |  |  |            |        |
|  | Svezia           | 1                |             |        |                           |                           |  |  |            |        |
|  | Svezia           | 1                | Regno Unito | 4      |                           |                           |  |  |            |        |
|  | 19 ottobre       |                  | Regno Unito | 4      |                           |                           |  |  |            |        |
|  |                  | Paesi Bassi      | 0           |        |                           |                           |  |  |            |        |
|  | Paesi Bassi      | Paesi Bassi      | 0           | 2      |                           |                           |  |  |            |        |
|  | Paesi Bassi      |                  | 24 ottobre  | 2      |                           |                           |  |  |            |        |
|  | Ungheria         | 0                |             |        |                           |                           |  |  |            |        |
|  | Ungheria         | 0                | Regno Unito | 2      |                           |                           |  |  |            |        |
|  | 20 ottobre       |                  | Regno Unito | 2      |                           |                           |  |  |            |        |
|  |                  | Danimarca        | 0           |        |                           |                           |  |  |            |        |
|  | Francia A        | Danimarca        | 0           | 2      |                           |                           |  |  |            |        |
|  | Francia A        | 22 ottobre       |             | 2      |                           |                           |  |  |            |        |
|  | Boemia           | 0                |             |        |                           |                           |  |  |            |        |
|  | Boemia           | 0                | Francia A   | 1      | Finale per il terzo posto | Finale per il terzo posto |  |  |            |        |
|  | 19 ottobre       |                  | Francia A   | 1      | Finale per il terzo posto | Finale per il terzo posto |  |  |            |        |
|  |                  | Danimarca        | 17          |        |                           |                           |  |  |            |        |
|  | Francia B        | Danimarca        | 17          | 0      | Paesi Bassi               | 2                         |  |  |            |        |
|  | Francia B        |                  |             | 0      | Paesi Bassi               | 2                         |  |  |            |        |
|  | Danimarca        | 9                |             | Svezia | 0                         |                           |  |  |            |        |
|  | Danimarca        | 9                |             |        | 0                         |                           |  |  |            |        |
|  |                  |                  |             |        |                           |                           |  |  | 23 ottobre |        |
|  |                  |                  |             |        |                           |                           |  |  |            |        |

### Quarti di finale
| Londra 19 ottobre 1908 | Paesi Bassi | 2 – 0 | Ungheria | White City Stadium |

| Arbitro: | Kyle |

|  |           |                                                                                 |
|  | Marcatori | 10’, 50’ N. Middelboe 15’, 17’, 67’, 72’ Wolfhagen 25’, 46’ Bohr 78’ S. Nielsen |

| Londra 20 ottobre 1908 | Francia A | 2 – 0 | Boemia | White City Stadium |

| Arbitro: | Ibottson |

| |           |               |
| Stapley 13’, 75’ Woodward 17’, 31’ Berry 20’ Chapman 25’ Purnell 30’, 35’, 66’, 85’ Hawkes 70’, 80’ | Marcatori | 65’ Bergström |

### Semifinali
| Arbitro: | Howcroft |

|                            |           |  |
| Stapley 37’, 60’, 64’, 75’ | Marcatori |  |

| Arbitro: | Campbell |

|               |           | |
| Sartorius 16’ | Marcatori | 3’, 4’, 6’, 39’, 46’, 48’, 52’, 64’, 66’, 76’ S. Nielsen 18’, 37’ Lindgren 68’ N. Middelboe 60’, 72’, 82’, 89’ Wolfhagen |

### Finale per il terzo posto
| Arbitro: | Pearson |

|                         |           |  |
| Reeman 6’ Snethlage 58’ | Marcatori |  |

### Finale
| Arbitro: | Lewis |

|                                                                                 |            | |
| Chapman 20’ Woodward 65’                                                        | Marcatori  | |
| Bailey Corbett Smith Hunt Chapman Hawkes Berry Woodward Stapley Purnell Hardman | Formazioni | Drescher Buchwald H. Hansen Bohr K. Middelboe N. Middelboe O. Nielsen Lindgren S. Nielsen Wolfhagen Rasmussen |
| Davis                                                                           | Allenatori | Williams |

## Classifica finale
La classifica finale, redatta dal CIO, è la seguente:
| Classifica | Classifica  | Classifica |
| ---------- | ----------- | --- |
|            | Regno Unito | Regno UnitoP Bailey, P Brebner, D Corbett, D Scothern, D Smith, C Bell, C Chapman, C Daffern, C Hawkes, C Hunt, A Barlow, A Berry, A Crabtree, A Hardman, A Porter, A Purnell, A Stapley, A Woodward, CT: Davis                                |
|            | Danimarca   | DanimarcaP Drescher, D Buchwald, D H. Hansen, C Bohr, C K. Hansen, C K. Middelboe, C N. Middelboe, A Andersen, A Beck, A Bjarnholt, A Gandil, A Lindgren, A E. Middelboe, A S. Nielsen, A O. Nielsen, A Rasmussen, A Wolfhagen, CT: Williams   |
|            | Paesi Bassi | Paesi BassiP Beeuwkes, P La Chapelle, D Heijting, D Otten, C Bekker, C de Korver, C Gonsalves, C Kok, C Mundt, C Sol, A de Bruijn Kops, A Groskamp, A Reeman, A Snethlage, A Thomée, A van den Berg, A Welcker, CT: Chadwick                   |
| 4          | Svezia      | SveziaP Bengtsson, D Andersson, D E. Bergström, D Fjästad, D Malm, C Ericsson, C Lidén, C Lindman, C O. Ohlsson, C Olsson, A Almkvist, A Ansén, A G. Bergström, A Fagrell, A Gustafsson, A S. Ohlsson, CT: Kornerup                            |
| 5          | Francia A   | FranciaP Signoret, P Tillette, D Desaulty, D J. Dubly, D Wibaut, C Bayrou, C Du Rhéart, C Renaux, C Schubart, A Albert, A Cyprès, A A. Dubly, A Fenouillière, A François, A Hanot, A Royet, A Sartorius, A Zimmermman, CT: commissione tecnica |
| 5          | Francia B   | FranciaP Desrousseaux, D Bilot, D Morillon, D Verlet, C Dastarac, C Denis, C Gressier, C Prouvost, C Vialaret, A Eucher, A Filez, A Holgard, A Jenicot, A Mathaux, A Schaff, A Six, CT: commissione tecnica                                    |

## Classifica marcatori

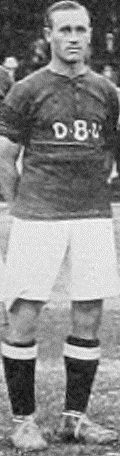
Il danese Sophus Nielsen, capocannoniere del torneo

Nota bene: nel redigere questa classifica si terrà conto solo dei referti ufficiali redatti dal CIO in quanto c'è discordanza tra le fonti. Questo è valido per tutti gli incontri ad eccezione della finale per il terzo posto, dove invece si prenderà in considerazione il referto ufficiale FIFA: per questo incontro il CIO indica il risultato finale - che per altro differisce da quello indicato dalla FIFA -, ma non specifica i marcatori.
11 reti
- Sophus Nielsen

8 reti
- Vilhelm Wolfhagen

6 reti
- Harry Stapley

4 reti
- Clyde Purnell

3 reti
- Nils Middelboe
- Vivian Woodward

2 reti
- Harald Bohr
- August Lindgren
- Frederick Chapman
- Bob Hawkes

1 rete
- A Émile Sartorius
- Jops Reeman
- Edu Snethlage
- Arthur Berry
- Gustaf Bergström